# 2015年の台風

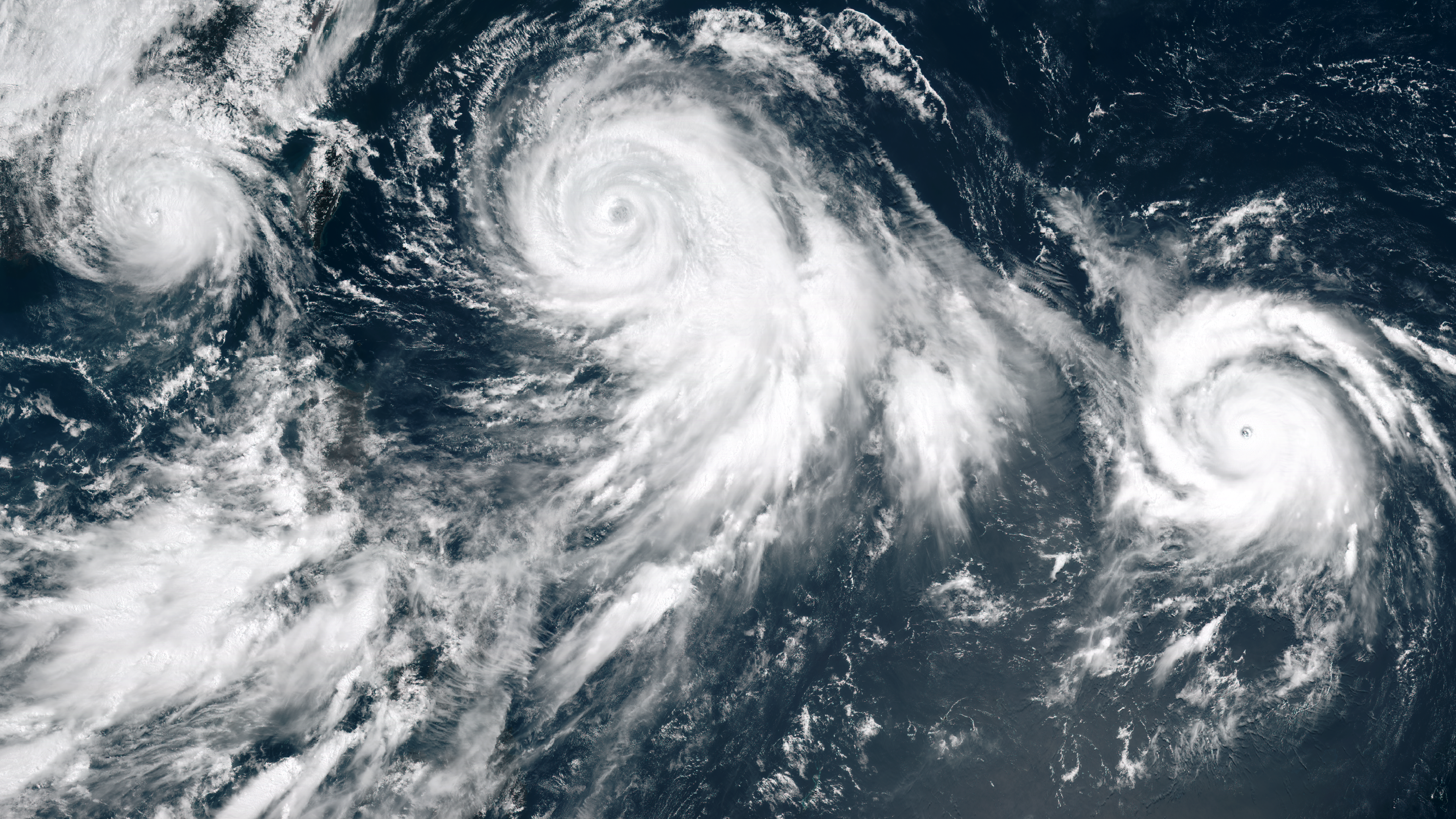
太平洋北西部に存在する3つの台風(左から順に台風10・9・11号、7月9日)

2015年の台風（2015ねんのたいふう、太平洋北西部及び南シナ海で発生した熱帯低気圧）のデータ。データは基本的に気象庁の情報に基づくが、気象庁が熱帯低気圧としていないものについては、合同台風警報センター（JTWC）のみに因る。
2014年12月29日に発生した台風23号は31日に弱体化して熱帯低気圧となったが、年を跨いで1月2日まで南シナ海に存在していた。
1号の発生は1月14日。台風が発生すること自体少ない晩冬から初春であってもハイペースで発生し、3月の時点で台風が4つ発生、なおかつ発達する傾向にあった。その後、4月上旬に台風5号が、5月に6・7号が、それぞれ発生するなど、過去最も速いペースで台風が発生した。7月初旬には梅雨時期としては2002年以来13年ぶりに台風が3つ（9・10・11号）同時に存在する状態になった。また、7月に発生した台風12号は、史上初の越境・復活・日本に上陸した台風となるなど、記録を残した。さらに、8月には8年ぶりに2つの台風が同時に発生した。そして、12月には台風27号が発生したことで、1951年の統計開始以来初めて、1月から12月まで毎月台風が1個以上発生した年となった。しかし、1ヶ月で6個以上発生した月はなく、総数は27個だった。

## 月別の台風発生数
| 1月 | 2月 | 3月 | 4月 | 5月 | 6月 | 7月 | 8月 | 9月 | 10月 | 11月 | 12月 | 年間 |
| --- | --- | --- | --- | --- | --- | --- | --- | --- | ---- | ---- | ---- | ---- |
| 1   | 1   | 2   | 1   | 2   | 2   | 3   | 4   | 5   | 4    | 1    | 1    | 27   |

## 「台風」に分類されている熱帯低気圧

### 台風1号（メーカラー）
201501・01W・アマン
1月9日にポンペイ島付近で発生した熱帯擾乱が成長、13日には熱帯低気圧となり合同台風警報センター（JTWC）は熱帯低気圧番号01Wを与えた。熱帯低気圧は日本時間14日15時（協定世界時14日6時）にフィリピンの東の北緯10度20分、東経138度25分で台風となり、アジア名メーカラー（Mekkhala）と命名。西進した台風は15日にフィリピンの監視エリアに達したため、フィリピン大気地球物理天文局（PAGASA）はフィリピン名アマン（Amang）と命名した。16日にはルソン島・ビサヤ諸島・ミンダナオ島などにシグナル1から2の暴風雨警報 (PSWS)が発令された。台風は16日から17日にかけての24時間で中心気圧が21ヘクトパスカル低下して975ヘクトパスカルに達したがその後再び勢力を弱め、現地時間17日午後3時（日本時間4時）にビサヤ諸島東サマル州のドローレス付近に上陸した。フィリピンの東岸を北上した台風は1月19日3時（協定世界時18日18時）に北緯16度、東経122度で熱帯低気圧になった。

フィリピンでは事前に約11万人が避難したが、台風によって各地で水害や土砂崩れが発生し、21日までに確認されている被災者は約11万人。そのほか家屋の全半壊271棟、死者3名、被害額は約3億1870万ペソ（約8億3856万円）となっている。

### 台風2号（ヒーゴス）
201502・02W
2月4日にコスラエで形成が始まった熱帯擾乱が成長し、合同台風警報センター（JTWC）は7日に熱帯低気圧番号02Wを与えた。02Wは2月8日3時（協定世界時7日18時）にマーシャル諸島の北緯11度25分、東経157度25分で台風になり、アジア名ヒーゴス（Higos）と命名された。

8日から9日にかけて進路を西寄りに変えてマリアナ諸島の東の海上に進み、10日には北寄りに進路を変えるとともに中心気圧が12時間で35ヘクトパスカル低下して940ヘクトパスカルに達するなど一旦急速に発達、非常に強い台風となったがその後勢力を弱め、11日21時（協定世界時11日12時）に南鳥島近海の北緯16.1度・東経152.5度で再び熱帯低気圧となった。また、統計開始以降、台風が存命しなかった期間（2月8日から2月14日）に発生した台風であり、平成31年台風第2号によって猛烈な勢力が記録されるまでは、2月に存命した台風としては過去最大の勢力だった。

### 台風3号（バービー）
201503・03W・ベティ
3月9日にキリバス近海で形成が始まった熱帯擾乱が成長し、合同台風警報センター（JTWC）は11日に熱帯低気圧番号03Wを与えた。03Wは11日15時（協定世界時11日18時）、マーシャル諸島の北緯6.8度、東経170度で台風となり、アジア名バービー（Bavi）と命名された。太平洋上を西進した台風は15日に最低気圧990ヘクトパスカルに達したが、その後は勢力を次第に弱めながら更に西に進んだ。
台風は17日にフィリピンの監視エリアに達したため、フィリピン大気地球物理天文局（PAGASA）はフィリピン名ベティ（Betty）と命名し、フィリピン国家災害リスク削減管理委員会（NDRRMC）は同日に「BLUE ALERT」を発令、強風や洪水などに対する勧告を出す体制を取り、その他の政府機関も災害対応の準備を行なった。

台風は17日21時（協定世界時17日18時）にフィリピンの東の北緯15.4度・東経134.5度で再び熱帯低気圧となり、その後もフィリピンに接近したが更に勢力を弱めたため、フィリピン当局は19日朝に「ベティは低気圧まで弱体化した」として警戒を終了した。

### 台風4号（メイサーク）
201504・04W・チェデン
3月23日にマーシャル諸島近海で形成が始まった熱帯擾乱が成長し、合同台風警報センター（JTWC）は27日に熱帯低気圧番号04Wを与えた。04Wは28日3時（協定世界時27日18時）にマーシャル諸島の北緯7度50分、東経156度10分で台風となり、アジア名メイサーク（Maysak）と命名された。3月に台風4号が発生するのは、1965年以来50年ぶりである。台風は西進しながら29日からの48時間で中心気圧が55ヘクトパスカル低下するなど急速に勢力を強め、31日21時には中心気圧905ヘクトパスカル、中心付近の最大風速60メートルの勢力で今年初の「猛烈な」台風となった。観測史上、3月に猛烈に発達した台風はこれまで存在しなかった。西進した台風は1日にフィリピンの監視エリアに達したため、フィリピン大気地球物理天文局（PAGASA）はフィリピン名チェデン（Chedeng）と命名した、勢力はかなり衰えつつもルソン島に上陸したのち、急速に勢力を弱めて5日15時に北緯18度、東経120度で熱帯低気圧に変わった。
ちなみに、後の解析でピーク時の中心気圧は910ヘクトパスカルに訂正された。

### 台風5号（ハイシェン）
201505・05W

4月1日にポンペイ島の南東海上で形成が始まった熱帯擾乱が発達、3日には熱帯低気圧の勢力となったため合同台風警報センター（JTWC）は熱帯低気圧番号05Wを与えた。05Wは4日15時（協定世界時4日6時）にチューク諸島近海の北緯8度35分、東経152度25分で台風となり、アジア名ハイシェン（Haishen）と命名された。当初は西に進んだが勢力をほとんど強めることなく、6日9時（協定世界時6日0時）に北緯9度、東経151度で熱帯低気圧になった。4月7日には消散した。台風5号が4月4日に発生したのは、1950年の統計開始以来最も早い記録である。

### 台風6号（ノウル）
201506・06W・ドドン
4月30日頃、チューク付近で発生した低圧部が、5月3日には熱帯低気圧となり、熱帯低気圧番号06Wを与えられた。それが4日3時(協定世界時3日12時)、北緯9度25分、東経140度40分で台風へと発達し、アジア名ノウル(Noul)と命名された。5月に台風6号が発生したのは39年ぶりのことである（5月上旬に発生するのは44年ぶり）。7日、フィリピンの監視エリアに入ったため、フィリピン名ドドン(Dodong)と命名された。9日頃から台風はフィリピンに接近し、一部を強風域に巻き込んでいるにもかかわらず、10日3時には前日より発達し、中心気圧は930ヘクトパスカルの非常に強い台風となり、さらに、10日9時にはそれまでの予想を超える915ヘクトパスカルにまでに気圧を下げ、猛烈な勢力となった。台風は10日頃にフィリピンにかなり接近し、12日には沖縄の島々を暴風域に巻き込みながら北上した。台風は温帯低気圧になりかけていたため、九州の南に達し、気圧が990ヘクトパスカルほどになっても最大風速が30メートルで暴風域を維持していた。12日18時、四国沖の北緯32度0分、東経134度0分において、台風としては今年初めて温帯低気圧に変わった。
ちなみに、後の解析でピーク時の中心気圧は920ヘクトパスカルに訂正されている。

### 台風7号（ドルフィン）
201507・07W
5月6日、4日頃からカロリン諸島近海にあった熱帯擾乱が熱帯低気圧になり、番号07Wを与えられた。翌7日から気象庁は「24時間以内に台風になると予想される熱帯低気圧」として、情報を発表し始めた。実際に台風になったのは9日21時(協定世界時9日0時)頃である。発生した台風はアジア名ドルフィン(Dolphin)と命名された。この台風は5月9日に発生したが、台風7号の発生が過去最も早かった1971年（5月19日発生）と比べても10日早く、最速のペースといえる。19日から20日頃にかけて小笠原諸島に接近、父島などを一時暴風域に巻き込んだ。21日9時に北緯39.7度、東経152.7度で温帯低気圧に変わった。

この台風は、これまでの最も早い発生記録である、5月19日 (1971年の台風7号) を10日も更新し、1951年の統計開始以降で最も早く発生した台風7号ということになった。

### 台風8号（クジラ）
201508・08W
6月19日に南シナ海で熱帯擾乱の形成が始まり、次第に発達したことから20日には合同台風警報センター（JTWC）は熱帯低気圧形成警報（TCFA）を発令。擾乱が熱帯低気圧へと成長したため、同日に熱帯低気圧番号08Wを割り当てた。08Wは21日9時（協定世界時21日0時）に北緯16度10分、東経111度30分で台風となり、アジア名クジラ（Kujira）と命名された。台風は22日に最も勢力を強めたのち、24日にベトナムへと上陸。25日3時（協定世界時24日18時）に北緯22度0分、東経106度0分で熱帯低気圧になった。
台風の接近に伴い中国海南省では20日から全域で豪雨となり、21日には1日の降水量が102ミリ、期間の総雨量は732ミリとなった。発生した洪水によって7,400ヘクタールの農地が影響を受け、被害額は1,440万ドルに達した。

また、今年ベトナムに初上陸したこの台風により、北部で発生した洪水や土砂崩れによってソンラ省などで9名が死亡、6名が行方不明となっている。さらにベトナム全土で70棟の家屋が全壊、382棟が被害を受け、600ヘクタールの農地が冠水したほか、6ヶ所の灌漑施設や12の橋梁が流失した。

### 台風9号（チャンホン）
201509・09W・ファルコン

6月27日、太平洋上で発生した熱帯擾乱が成長し、6月30日には合同台風警報センター（JTWC）が熱帯低気圧番号09Wを割り当てた。09Wは同日21時（協定世界時30日12時）にマーシャル諸島の北緯10度、東経159度25分で台風となって、アジア名チャンホン（Chan-hom）と命名された。台風9号の6月30日発生は過去3番目に早い記録で、6月中の発生は1971年以来44年ぶりである。台風は2日15時頃、1日に発生し、すぐ西の海上にあった熱帯低気圧を吸収したとみられる。やや発達して台風は3日0時頃に中心気圧は975ヘクトパスカルに達した後、少し勢力を弱めて同日15時に暴風域は消滅したが、4日21時には大型の台風となり、再発達した。そのため、強い勢力となり、気圧は960ヘクトパスカルとなった。台風は、暖かく湿った空気で日本付近に停滞していた梅雨前線を刺激したことで特に松山市では1時間に48ミリの大雨となった。9日21時、南西諸島に接近中の台風は暴風域の拡大と同時に945ヘクトパスカルで非常に強い勢力となった。この時から、沖縄本島などは暴風域に入り、うるま市などでは40メートルを超す最大瞬間風速が観測されたほか、沖縄県内各所で非常に強い風が吹いた。その後、日本から徐々に離れ、韓国の方へ向かった。7月13日9時に朝鮮半島の北緯40度、東経126度で温帯低気圧に変わった。

### 台風10号（リンファ）
201510・10W・エガイ

7月1日、フィリピンの東で発生した熱帯低気圧10Wが2日21時(協定世界時2日12時)に北緯15度25分、東経128度50分で台風となり、アジア名リンファ(Linfa)と命名された。フィリピン大気地球物理天文局には、2日の台風になる前にすでにフィリピン名エガイ(Egay)と命名されていた。台風10号が7月2日に発生するという記録は、過去3番目に早い。5日9時頃、ルソン島に上陸し、勢力を弱めたのち、9日には華南に上陸した。10日9時、北緯22度、東経113度で熱帯低気圧に変わった。

### 台風11号（ナンカー）
201511・11W

7月3日に発生した熱帯低気圧11Wが、4日3時(協定世界時3日18時)頃、マーシャル諸島の北緯9度25分、東経170度30分で台風となり、アジア名ナンカー(Nangka)と命名された。この台風は、台風11号としては過去2番目に早く発生した。7日9時に非常に強い台風となった。12日頃から進路を北寄りに変え、日本の南の海上に達した。台風はさらに北上し、16日23時頃には高知県室戸市付近に上陸した。その後、瀬戸内海を通り17日6時過ぎに岡山県倉敷市付近に再上陸した。18日3時に、日本海の北緯37度、東経136度で熱帯低気圧に変わった。

### 台風12号（ハロラ）
201512・01C・ゴリン
ハワイ諸島南西で発生した熱帯擾乱が成長し、7月10日に熱帯低気圧となったため中部太平洋ハリケーンセンター（CPHC）は熱帯低気圧番号01Cを割り当てた。01Cはさらに成長し、翌日にはトロピカルストームの勢力に達したため、国際名ハロラ（Halola）と命名された。ハロラは西に進んでミッドウェー諸島近海に達し、日付変更線を越えて越境台風として観測対象となったことから、7月13日9時（協定世界時13日0時）に気象庁は台風番号を割り当てて「平成27年台風第12号」とした。名前はCPHCによって付けられた国際名ハロラがそのまま使用された。太平洋上を西進し続け、一時は強い勢力になったが、乾いた空気を取り込んだため18日には衰弱し、北緯17度、東経157度で熱帯低気圧に変わったが、その後も南鳥島近海を西に進み、再発達して20日9時に北緯21度、東経148度で台風に復活した。21日9時に強い台風となった。また、フィリピンにも接近したためフィリピン名ゴリン(Goring)とも命名された。台風は北上し、25日頃に奄美地方などを暴風域に巻き込んだのち、東シナ海をさらに北上、それとともに徐々に九州本土に近づき、勢力をかなり弱めながらも26日18時半頃、長崎県西海市付近を通過し、19時頃に同県佐世保市付近に上陸した。26日21時頃に対馬海峡の北緯34度、東経130度で熱帯低気圧に変わった。

越境台風が上陸するのは平成9年台風第19号以来、観測史上2個目で、台風は記録的なものとなった。

### 台風13号（ソウデロア）
201513・13W・ハンナ
7月30日に発生した熱帯低気圧13Wが同日21時（協定世界時30日12時）にマーシャル諸島の北緯13度35分、東経159度20分で台風になり、アジア名ソウデロア（Soudelor）と命名された。台風は2日12時からの24時間に中心気圧が45ヘクトパスカル以上低下するなど、急激に勢力を強めた。4日には今年最強の中心気圧900ヘクトパスカル、最大風速60メートルの猛烈な台風となり、また、同日にフィリピンの監視エリアに入ったことからフィリピン名ハンナ(Hanna)と命名された。だが、翌日には台風は勢力がやや衰えたものの、非常に強い勢力を保って沖縄の南に達し、6日15時には大型の台風となった。台風は9日0時頃、台湾に上陸し、その後も西進して華南に再上陸したが、同日21時に北緯28度、東経116度で熱帯低気圧に変わった。

しかし、確定値の発表では、華南に上陸後太平洋に抜け、今年2個目の復活台風となった。また、台風12号と連続した。

### 台風14号（モラヴェ）
201514・15W
8月5日にマリアナ諸島の東の海域で発生した熱帯擾乱が太平洋を北北西に進みながら熱帯低気圧へと発達し、7日に合同台風警報センター（JTWC）は熱帯低気圧番号15Wを割り当てた。15Wは7日21時（協定世界時7日12時）に小笠原諸島近海の北緯23度60分、東経146度60分で台風となり、アジア名モラヴェ（Molave）と命名された。
台風は当初、西北西から北西に進んでいたが、伊豆諸島に近づいた9日午後には進路を東寄りに変え、その後は日本の東の海上へと進んだ。
小笠原村では8日の降り始めから10日にかけての総雨量が300ミリに近づくなど「50年に1度」とされる記録的大雨になり、土砂災害警戒情報が発表された。また、関東地方では10日に台風周辺の湿った空気が流れ込んだことで大気の状態が不安定になり、ところによって局地的な雷雨になった。

14日9時に日本のはるか東の北緯37度、東経161度で温帯低気圧に変わった。

### 台風15号（コーニー）
201515・16W・イネン

8月15日3時（協定世界時14日18時）に、マリアナ諸島（北緯13度00分・東経148度10分）で熱帯低気圧16Wが台風となり、アジア名コーニー（Goni）と命名された。16日15時からの24時間で中心気圧が45ヘクトパスカル低下し、17日15時には中心気圧935ヘクトパスカルの非常に強い台風となった。19日、フィリピン名イネン(Ineng)と命名された。23日に一旦勢力が弱まったが、24日に東シナ海上で再発達。再び非常に強い勢力となって、25日6時過ぎに熊本県荒尾市付近に上陸した。石垣島では最大瞬間風速71メートルを観測し、1941年の統計開始以来、最高となった。26日6時に北緯38度、東経133度で温帯低気圧に変わった。

### 台風16号（アッサニー）
201516・17W
8月15日3時（協定世界時14日18時）に、ウェーク島近海（北緯15度10分・東経161度25分）で熱帯低気圧17Wが台風となり、アジア名アッサニー（Atsani）と命名された。発生してすぐに、台風15号との相互作用のために一回転し、複雑な動きをする台風に分類された。18日には非常に強い勢力に、19日には大型の台風となった。25日18時に日本のはるか東の北緯39度、東経158度で温帯低気圧に変わった。

なお、台風15号と16号は同じ日時に発生したが、熱帯低気圧として先に解析された熱帯低気圧16Wが若い方の番号を付与された。台風が2つ同時に発生するのは2007年10月の台風16・17号以来、8年ぶりである。

### 台風17号（キロ）
201517・03C

協定世界時20日21時（日本時間21日6時）、ハワイの南海上で発生した熱帯低気圧03Cが、21日15時（22日0時）トロピカル・ストームに発達、CPHCによってキロ（Kilo）と命名された。22日3時（22日12時）には熱帯低気圧に弱まったが、26日21時に発達して再びトロピカル・ストームとなった。その後、ハリケーンの勢力に発達しながら西進し続け、日本時間9月1日15時、北緯22度55分の緯度で180度の経線に達し、今年2個目の越境台風の台風第17号として気象庁の観測対象となった。17号は9日に南鳥島近海に達し、日本の東の海上を進みながら次第に接近。11日21時に北緯43度、東経148度で温帯低気圧になった。

### 台風18号（アータウ）
201518・18W

9月2日、マリアナ諸島の東で熱帯擾乱92Wが形成され、5日21時、気象庁が低圧部から熱帯低気圧に格上げした。7日3時(協定世界時6日18時)、日本の南の北緯21度50分、東経139度0分で台風となり、アジア名アータウ(Etau)と命名された。台風はやや勢力を強めて速度を上げながら北上し、9日10時過ぎに愛知県知多半島に上陸。日本海へ抜けたのち、同日21時に温帯低気圧になったが、台風は関東地方に暖かい風をもたらして積乱雲を多発させて大雨が降った。10日12時には鬼怒川の堤防が決壊し、茨城県と栃木県に大雨特別警報が発表された。その後も前線に影響して日本各地に大雨を降らせた。

### 台風19号（ヴァムコー）
201519・19W
9月13日、南シナ海で発生した熱帯低気圧が14日3時（協定世界時13日18時）に北緯15度40分、東経110度50分で台風となり、アジア名ヴァムコー(Vamco)と命名された。台風は西に進んでベトナムに上陸したのちラオスに達し、15日9時（協定世界時15日0時）に北緯16度、東経106度で熱帯低気圧になった。
ベトナム、ラオス、カンボジアなどインドシナ半島各地で台風およびそれから変わった熱帯低気圧によって大雨となり、ベトナムのダナンでは現地時間14日夕方までに215ミリを観測した。

### 台風20号（クロヴァン）
201520・20W
9月14日、グアム島の東方の海上で形成が始まった熱帯擾乱が次第に発達、気象庁と合同台風警報センター（JTWC）は監視を開始し、JTWCは熱帯低気圧番号20Wを割り当てた。20Wは16日3時（協定世界時15日18時）にマリアナ諸島の北緯18度50分、東経149度30分で台風となり、アジア名クロヴァン（Krovanh）と命名された。
台風は17日にかけて小笠原近海に達し、同日3時には「強い」台風に、21時には「非常に強い」台風になった。19日には「強い」台風へと若干勢力を弱めて、小笠原諸島の父島に接近。台風本体の雨雲が接近したことにより小笠原諸島では大雨となり、19日4時頃までの1時間で約80ミリの降雨を観測。4時18分に東京都小笠原付近で記録的短時間大雨情報が発表された。

台風は19日にかけて次第に進路を東寄りへと変え、21日3時（協定世界時20日18時）に日本の東の海上の北緯35度、東経151度で温帯低気圧になった。

### 台風21号（ドゥージェン）
201521・21W・ジェニー
9月14日、グアム島の東方海上で形成が始まった熱帯擾乱が北東に進みながら次第に成長。合同台風警報センター（JTWC）は22日に熱帯低気圧番号21Wを割り当てた。21Wは23日3時（協定世界時22日18時）にフィリピンの東の北緯17度40分、東経138度10分度で台風となり、アジア名ドゥージェン（Dujuan）と命名された。
西寄りに進んだ台風は23日にフィリピンの監視領域に達したため、フィリピン大気地球物理天文局（PAGASA）はフィリピン名ジェニー（Jenny）と命名。25日夕方にはフィリピンの各政府機関が対応準備を開始した。
台風は25日午後に「強い」台風へと勢力を増し、26日午後に沖縄の南へと接近。27日未明に「非常に強い」台風になった。28日夕方には先島諸島に最接近。また与那国島の与那国町祖納で15時41分に南東の風81.1メートルの最大瞬間風速を観測し、一時は「猛烈な」台風となった。
台風の接近したフィリピンでは25日夜に南サンボアンガ州で豪雨による鉄砲水が発生。約13,000人が被災、13棟の家屋が損傷し、2名が行方不明になっている。
台風は28日夜に台湾の宜蘭県南澳郷に上陸、29日未明にかけて台湾本島を横断した。台風の上陸した宜蘭県では最大瞬間風速68.4メートルを観測。27日午前0時から29日午前7時までに宜蘭県太平山で914ミリの大雨になったほか、北部の山間部でも期間降水量が約500～700ミリに達し、各地で地滑りが発生。29日までに判明している死者3名、負傷者346名、また12,000名以上が台風に備えて避難した。
台風は29日午前、中国本土の福建省から上陸したのち、華南に達して21時（協定世界時29日12時）に北緯26度、東経116度で熱帯低気圧に変わった。

### 台風22号（ムジゲ）
201522・22W・カバヤン
9月28日にヤップ島の北西海上で形成が始まった熱帯擾乱が西進しながら次第に発達。気象庁は30日3時（協定世界時29日18時）の段階で熱帯低気圧として観測を開始。一方、合同台風警報センター（JTWC）は30日に熱帯低気圧形成警報（TCFA）を発し、10月1日になって熱帯低気圧番号22Wを割り当てた。フィリピンに接近した22Wに対してフィリピン大気地球物理天文局（PAGASA）は1日にフィリピン名カバヤン（Kabayan）と命名し、ルソン島各地にシグナル1の暴風雨警報を発令。同日夜にアウロラ州などでシグナル2へと格上げした。
22Wは現地時間の2日0時20分頃にアウロラ州から上陸、2日3時（協定世界時1日18時）にルソン島（北緯15度50分、東経121度05分）で台風となり、アジア名ムジゲ（Mujigae）と命名された。
台風は現地時間の2日8時頃にパンガシナン州のリンガエン湾へと抜けたのち、南シナ海を西寄りに進んで広東省雷州半島付近から上陸。5日9時（協定世界時5日0時）に華南（北緯23度、東経108度）で熱帯低気圧になった。

なお、この台風のアジア名である「ムジゲ（Mujigae）」は、この台風限りで使用中止となり、次順からは「スリゲ（Surigae）」というアジア名が使用されることになった。

### 台風23号（チョーイワン）
201523・23W
9月29日にウェーク島の南東海上で形成が始まった熱帯擾乱が10月2日になって熱帯低気圧へと急速に成長。10月2日15時（協定世界時2日6時）にウェーク島近海の北緯18度35分、東経166度35分で台風となり、アジア名チョーイワン（Choi-wan）と命名された。
発生時点で強風域が半径750キロに達するなど「大型」の台風で、発生時の大きさとしては史上2番目である。
西寄りに進んだ台風は5日夜に南鳥島近海に達し、6日以降は進路を北寄りに変えて、日本の東の海上を速度を上げながら北上。7日21時には温帯低気圧に変わりつつも超大型の台風となったが、8日12時（協定世界時8日3時）に北緯41度0分、東経148度0分で温帯低気圧になった。

この台風の影響で根室地方の沿岸で顕著な高潮が発生し、根室市や野付郡別海町で建物の浸水などの被害が発生した。

### 台風24号（コップ）
201524・24W・ランドー

10月11日にグアム島の東の海上で形成が始まった熱帯擾乱が発達し、合同台風警報センター（JTWC）は熱帯低気圧形勢警報（TCFA）を発して観測を開始。13日に熱帯低気圧の勢力に成長したため、JTWCは熱帯低気圧番号24Wを割り当てた。24Wは13日21時（協定世界時13日12時）にフィリピンの東の北緯16度00分、東経139度10分で台風となり、アジア名コップ（Koppu）と命名された。発達しながら西進していったこの台風は、フィリピン名でランドー(Lando)と名付けられ、日本時間18日朝に非常に強い勢力でルソン島中部に上陸したのち南シナ海へ抜け、21日15時（協定世界時21日6時）にバシー海峡の北緯20度、東経123度で熱帯低気圧になった。その後、23日9時に沖縄の南海上で低圧部に、21時に低気圧に変わった。

### 台風25号（チャンパー）
201525・25W
10月12日にマーシャル諸島近海で形成が始まった熱帯擾乱が北西にゆっくりと進みながら熱帯低気圧の勢力に成長したため、合同台風警報センター（JTWC）は13日に熱帯低気圧番号25Wを割り当てた。25Wは14日3時（協定世界時13日18時）にマーシャル諸島の北緯13度25分、東経158度35分で台風となり、アジア名チャンパー（Champi）と命名された。

西進した台風は15日にマリアナ諸島近海に達し、16日には風速35メートル（65ノット）の「強い」台風に、18日夕方には風速45メートル（85ノット）の「非常に強い」台風になったが、その後再び「強い」台風へと一旦勢力を弱めた。マリアナ諸島付近から進路を北寄りに変えた台風はその後ゆっくりと北上して小笠原近海に接近。22日9時（協定世界時22日0時）には再度「非常に強い」台風へと勢力を回復して、硫黄島の南の海上に達した。台風は日本の東の海上へと進み、25日21時（協定世界時25日12時）に北緯38度、東経168度で温帯低気圧になった。

### 台風26号（インファ）
201526・27W・マリリン
11月12日にマーシャル諸島で形成が始まった熱帯擾乱が次第に成長。熱帯低気圧の勢力に成長したため、合同台風警報センター（JTWC）は17日に熱帯低気圧番号27Wを割り当てた。

27Wは17日21時（協定世界時17日12時）にマーシャル諸島の北緯4度55分、東経159度35分で台風となり、アジア名インファ（In-fa）と命名。太平洋上を西進した台風は、20日にはマリアナ諸島の南東海上に達して「強い」勢力に、21日には「非常に強い」勢力へと成長。22日午後にはフィリピンの監視エリアに入り、フィリピン名マリリン(Marilyn)と命名された。23日ごろから次第に進路を北寄りに変えてその後は北東に進み、27日9時（協定世界時27日0時）に日本の南の海上の北緯28.1度、東経147.4度で温帯低気圧になった。

### 台風27号（メーロー）
201527・28W・ノナ
12月9日9時（協定世界時9日0時）に発生した熱帯低気圧が、11日15時（協定世界時11日6時）にカロリン諸島の北緯9度5分、東経138度0分で台風となり、アジア名メーロー(Melor)と命名された。

台風は12日未明にフィリピンの監視領域に達し、フィリピン大気地球物理天文局（PAGASA）はフィリピン名ノナ（Nona）と命名した。西進した台風はフィリピンに接近しながら、12日以降勢力を強め、14日にフィリピンのサマール島に上陸した。その後、2日ほどかけてフィリピンを横断し、16日には南シナ海に抜けた。17日9時、熱帯低気圧に変わった。

## 各台風名

PAGASAの熱帯低気圧監視エリア

順番はアジア名「ダムレイ」が1とされている。また、フィリピン名は熱帯低気圧が監視エリアに入ったとき、フィリピン大気地球物理天文局(PAGASA)が命名するもの。
なお、台風12号と17号は西経域で発生したため、西経域でつけられた国際名がそのまま使用された。
| 台風       | アジア名（国際名） | アジア名（国際名） | アジア名（国際名） | アジア名（国際名）     | アジア名（国際名） | フィリピン名 | フィリピン名 |
| 台風       | 順番               | 名称               | 読み               | 意味・由来             | 命名国・地域       | 名称         | 読み         |
| ---------- | ------------------ | ------------------ | ------------------ | ---------------------- | ------------------ | ------------ | ------------ |
| 1号(1501)  | 68                 | Mekkhala           | メーカラー         | 雷の天使               | タイ               | Amang        | アマン       |
| 2号(1502)  | 69                 | Higos              | ヒーゴス           | いちじく               | アメリカ           | -            | -            |
| 3号(1503)  | 70                 | Bavi               | バービー           | 山の名前               | ベトナム           | Betty        | ベティ       |
| 4号(1504)  | 71                 | Maysak             | メイサーク         | 木の名前               | カンボジア         | Chedeng      | チェデン     |
| 5号(1505)  | 72                 | Haishen            | ハイシェン         | 海神                   | 中国               | -            | -            |
| 6号(1506)  | 73                 | Noul               | ノウル             | 夕焼け                 | 北朝鮮             | Dodong       | ドドン       |
| 7号(1507)  | 74                 | Dolphin            | ドルフィン         | 白いるか               | 香港               | -            | -            |
| 8号(1508)  | 75                 | Kujira             | クジラ             | くじら座               | 日本               | -            | -            |
| 9号(1509)  | 76                 | Cham-hom           | チャンホン         | 木の名前               | ラオス             | Falcon       | ファルコン   |
| 10号(1510) | 77                 | Linfa              | リンファ           | 蓮                     | マカオ             | Egay         | エガイ       |
| 11号(1511) | 78                 | Nangka             | ナンカー           | 果物の名前             | マレーシア         | -            | -            |
| 12号(1512) | -                  | Halola             | ハロラ             | 人の名前               | アメリカ           | Goring       | ゴリン       |
| 13号(1513) | 79                 | Soudelor           | ソウデロア         | 伝説上の首長名         | ミクロネシア       | Hanna        | ハンナ       |
| 14号(1514) | 80                 | Molave             | モラヴェ           | 木の名前               | フィリピン         | -            | -            |
| 15号(1515) | 81                 | Goni               | コーニー           | 白鳥                   | 韓国               | Ineng        | イネン       |
| 16号(1516) | 82                 | Atsani             | アッサニー         | 雷                     | タイ               | -            | -            |
| 17号(1517) | -                  | Kilo               | キロ               | 国際単位系の名前       | アメリカ           | -            | -            |
| 18号(1518) | 83                 | Etau               | アータウ           | 嵐雲                   | アメリカ           | -            | -            |
| 19号(1519) | 84                 | Vamco              | ヴァムコー         | ベトナム南部の川の名前 | ベトナム           | -            | -            |
| 20号(1520) | 85                 | Krovanh            | クロヴァン         | 木の名前               | カンボジア         | -            | -            |
| 21号(1521) | 86                 | Dujuan             | ドゥージェン       | つつじ                 | 中国               | Jenny        | ジェニー     |
| 22号(1522) | 87                 | Mujigae            | ムジゲ             | 虹                     | 北朝鮮             | Kabayan      | カバヤン     |
| 23号(1523) | 88                 | Choi-wan           | チョーイワン       | 彩雲                   | 香港               | -            | -            |
| 24号(1524) | 89                 | Koppu              | コップ             | コップ座               | 日本               | Lando        | ランドー     |
| 25号(1525) | 90                 | Champi             | チャンパー         | 赤いジャスミン         | ラオス             | -            | -            |
| 26号(1526) | 91                 | In-fa              | インファ           | 花火                   | マカオ             | Marilyn      | マリリン     |
| 27号(1527) | 92                 | Melor              | メーロー           | ジャスミン             | マレーシア         | Nona         | ノナ         |

## 気象庁が「台風」に分類しなかった熱帯低気圧
熱帯低気圧番号（○○W）は、合同台風警報センター（JTWC）が熱帯低気圧と認めたものに付与し、同機関をはじめ海外の各気象機関で用いられる。フィリピン大気地球物理天文局（PAGASA）がフィリピン名を命名している場合、フィリピン名も併記。また、熱帯低気圧番号がない場合も、気象庁が熱帯低気圧としたものを以下、単に「TD」と示す。

### JMA TD 12(INVEST 94W)
7月2日、台風9号に吸収される。

### JMA TD 15
7月14日9時、沖縄の南でTD発生。同日21時には消散したが、翌15日18時にフィリピンの東でTDとして再発生した模様。16日21時、台風11号に吸収された。

### JMA TD 16
台風に発達することはなかったものの、熱帯低気圧本体の雨雲やその周辺の湿った空気の影響で、沖縄と九州南部で大雨が降った。

### TD 12W
JTWCは7月24日3時、12WがTS強度(40ノット)に達していると解析したが、気象庁はそれを台風（TS）と分類しなかった。結局、台風に発達せず、25日21時に衰弱し、消滅した。

### TD 14W
8月1日、東京の南東約940キロの海上で熱帯低気圧が発生。2日15時、JTWCが熱帯低気圧番号14Wを割り当てた。発生してから5日ほどかけてゆっくりと西に進み続け、東海沖まで進んだが、気象庁では台風として扱わず、特にこの熱帯低気圧に関する注意喚起もしなかったが、低気圧が紀伊半島付近を通過した6日未明は紀伊半島南部で局地的な雷雨となり、落雷も観測された。6日3時頃、和歌山県の潮岬付近に達し、6時には消滅した。

### TD 08C
10月7日、西経域で発生した熱帯低気圧が東経域に入ったが、10月8日21時(協定世界時8日12時)に低圧部に弱体化された。気象庁は低圧部として解析続けたが、10月10日にJTWCは08Cを消滅させてすぐ隣に熱帯擾乱91Wをマーキング開始した。

### JMA TD 34
10月20日、台風25号の東海上で発生。

### TD 26W
10月21日、台風25号の東にあった熱帯低気圧のさらに東海上で発生。22日9時（日本時間）にJTWCが熱帯低気圧26Wを割り当てた。22日には台風に発達する可能性を気象庁が発表したが、23日3時、北にあった停滞前線に吸収され、温帯低気圧に変わった。なお、今年初めての「台風に発達する予報を発表したが、台風にならなかったケース」であった。

### TD 29W（オニョク）
12月中旬に発生した低圧部が14日に熱帯低気圧になって、JTWCによって熱帯低気圧番号29Wが割り当てられ、16日にはフィリピンの監視エリアに入ったためPAGASAによってフィリピン名オニョク(Onyok)と命名。接近に伴い17日には南スリガオ州などにシグナル1の暴風雨警報が発令された。18日にはダバオ地方に上陸したが、その後に低気圧へと弱体化。なお、接近した15日から18日にかけてミンダナオ島では大雨となり、風速15メートル（55km/h）を観測した。

気象庁は台風情報を発表して、この熱帯低気圧が台風に発達する可能性を示したが、発達はあまりみられず17日15時に情報の発表を止めた。

## 各熱帯低気圧の影響
| 台風・ 熱帯低気圧                | 期間              | 大きさ・強さ     | 階級 | 最大風速     | 最低気圧 | 被害(接近)地域                                                                 | 被害額 (100万ドル) | 死者数(人) | 出典                          |
| -------------------------------- | ----------------- | ---------------- | ---- | ------------ | -------- | ------------------------------------------------------------------------------ | ------------------ | ---------- | ----------------------------- |
| TD                               | 1月2日-1月4日     | -                | TD   | 不明         | 1006hPa  | ブルネイ、インドネシア                                                         | 0                  | 0          |                               |
| 台風1号 1501 (Mekkhala, Amang)   | 1月14日-1月19日   | -                | STS  | 30m/s(60kt)  | 975hPa   | カロリン諸島、フィリピン                                                       | 7.8                | 3          | [ 12 ] [ 192 ] [ 193 ]        |
| 台風2号 1502 (Higos)             | 2月8日-2月11日    | 非常に強い       | STY  | 45m/s(90kt)  | 940hPa   | -                                                                              | 0                  | 0          | [ 194 ] [ 195 ]               |
| 台風3号 1503 (Bavi, Betty)       | 3月11日-3月17日   | -                | TS   | 23m/s(45kt)  | 990hPa   | キリバス、マーシャル諸島、マリアナ諸島、フィリピン                             | 2.25               | 9          | [ 196 ] [ 197 ]               |
| 台風4号 1504 (Maysak, Chedeng)   | 3月28日-4月5日    | 猛烈な           | STY  | 55m/s(105kt) | 910hPa   | マーシャル諸島、カロリン諸島、フィリピン、中国、台湾                           | 8.5                | 5          | [ 198 ] [ 199 ] [ 200 ]       |
| 台風5号 1505 (Haishen)           | 4月4日-4月6日     | -                | TS   | 18m/s(35kt)  | 998hPa   | カロリン諸島                                                                   | 0.2                | 0          | [ 201 ] [ 202 ]               |
| 台風6号 1506 (Noul, Dodong)      | 5月3日-5月12日    | 猛烈な           | STY  | 55m/s(110kt) | 920hPa   | カロリン諸島、フィリピン、台湾、日本                                           | 23.5               | 2          | [ 203 ] [ 204 ]               |
| 台風7号 1507 (Dolphin)           | 5月6日-5月21日    | 非常に強い       | STY  | 50m/s(100kt) | 925hPa   | カロリン諸島、マリアナ諸島                                                     | 10                 | 0          | [ 205 ] [ 206 ]               |
| 台風8号 1508 (Kujira)            | 6月20日-6月25日   | -                | TS   | 23m/s(45kt)  | 985hPa   | 中国、ベトナム、ラオス、タイ                                                   | 16.6               | 9          | [ 51 ] [ 52 ] [ 207 ] [ 208 ] |
| 台風9号 1509 (Chan-hom, Falcon)  | 6月30日-7月13日   | 大型・非常に強い | TY   | 45m/s(90kt)  | 935hPa   | カロリン諸島、マリアナ諸島、日本、台湾、中国、韓国、北朝鮮、ロシア             | 1,460              | 6          | [ 209 ] [ 210 ]               |
| 台風10号 1510 (Linfa, Egay)      | 7月1日-7月10日    | -                | STS  | 25m/s(50kt)  | 980hPa   | フィリピン、台湾、中国                                                         | 218                | 0          | [ 211 ] [ 212 ]               |
| TD                               | 7月1日-7月2日     | -                | TD   | 不明         | 1000hPa  | カロリン諸島                                                                   | 0                  | 0          |                               |
| 台風11号 1511 (Nangka)           | 7月3日-7月19日    | 大型・非常に強い | STY  | 50m/s(100kt) | 925hPa   | マーシャル諸島、カロリン諸島、マリアナ諸島、日本                               | 151                | 2          | [ 213 ] [ 214 ]               |
| 台風12号 1512 (Halola, Goring)   | 7月13日-7月27日   | 強い             | TY   | 40m/s(80kt)  | 955hPa   | ウェーク島、日本、韓国                                                         | 1.2                | 0          | [ 215 ] [ 216 ]               |
| TD                               | 7月14日-7月16日   | -                | TD   | 不明         | 1000hPa  | -                                                                              | 0                  | 0          |                               |
| TD                               | 7月18日-7月21日   | -                | TD   | 不明         | 1004hPa  | 日本                                                                           | 0                  | 0          |                               |
| TD                               | 7月20日-7月21日   | -                | TD   | 不明         | 1000hPa  | 中国                                                                           | 0                  | 0          |                               |
| TD 12W                           | 7月23日-7月25日   | -                | TD   | 不明         | 1008hPa  | フィリピン                                                                     | 0                  | 0          |                               |
| 台風13号 1513 (Soudelor, Hanna)  | 7月30日-8月12日   | 大型・猛烈な     | STY  | 60m/s(115kt) | 900hPa   | マリアナ諸島、台湾、中国、日本、韓国                                           | 3,720              | 38         | [ 217 ] [ 218 ]               |
| TD 14W                           | 8月1日-8月6日     | -                | TD   | 不明         | 1008hPa  | 日本                                                                           | 0                  | 0          |                               |
| 台風14号 1514 (Molave)           | 8月5日-8月14日    | -                | TS   | 23m/s(45kt)  | 990hPa   | マリアナ諸島                                                                   | 0                  | 0          | [ 219 ] [ 220 ]               |
| 台風15号 1515 (Goni, Ineng)      | 8月14日-8月26日   | 非常に強い       | TY   | 50m/s(100kt) | 930hPa   | カロリン諸島、マリアナ諸島、フィリピン、中国、台湾、日本、韓国、北朝鮮、ロシア | 293                | 34         | [ 221 ] [ 222 ]               |
| 台風16号 1516 (Atsani)           | 8月14日-8月25日   | 大型・非常に強い | STY  | 50m/s(100kt) | 925hPa   | マリアナ諸島、小笠原諸島                                                       | 0                  | 0          | [ 223 ] [ 224 ]               |
| 台風17号 1517 (Kilo)             | 9月1日-9月11日    | 大型・強い       | TY   | 40m/s(80kt)  | 950hPa   | 日本、ロシア、アラスカ                                                         | 0                  | 0          | [ 225 ] [ 226 ]               |
| 台風18号 1518 (Etau)             | 9月5日-9月9日     | -                | STS  | 25m/s(50kt)  | 985hPa   | 日本、ロシア                                                                   | 97.8               | 8          |                               |
| 台風19号 1519 (Vamco)            | 9月13日-9月15日   | -                | TS   | 18m/s(35kt)  | 998hPa   | 中国、ベトナム、ラオス、カンボジア、タイ                                       | 13.8               | 15         |                               |
| 台風20号 1520 (Krovanh)          | 9月14日-9月20日   | 非常に強い       | TY   | 45m/s(85kt)  | 945hPa   | -                                                                              | 0                  | 0          |                               |
| 台風21号 1521 (Dujuan, Jenny)    | 9月20日-9月30日   | 大型・猛烈な     | STY  | 55m/s(110kt) | 925hPa   | 日本、フィリピン、台湾、中国                                                   | 661                | 3          |                               |
| 台風22号 1522 (Mujigae, Kabayan) | 9月30日-10月5日   | 非常に強い       | TY   | 45m/s(85kt)  | 950hPa   | フィリピン、中国、ベトナム                                                     | 4,130              | 29         |                               |
| 台風23号 1523 (Choi-wan)         | 10月1日-10月8日   | 超大型           | STS  | 30m/s(60kt)  | 965hPa   | ウェーク島、日本、ロシア                                                       | 0                  | 0          |                               |
| TD 08C                           | 10月7日-10月9日   | -                | TD   | 不明         | 1002hPa  | -                                                                              | 0                  | 0          |                               |
| 台風24号 1524 (Koppu, Lando)     | 10月13日-10月22日 | 非常に強い       | STY  | 50m/s(100kt) | 925hPa   | カロリン諸島、マリアナ諸島、フィリピン                                         | 236                | 58         | [ 227 ]                       |
| 台風25号 1525 (Champi)           | 10月14日-10月25日 | 非常に強い       | TY   | 50m/s(95kt)  | 930hPa   | マーシャル諸島、カロリン諸島、マリアナ諸島、日本                               | 0                  | 0          |                               |
| TD                               | 10月20日-10月21日 | -                | TD   | 不明         | 1006hPa  | -                                                                              | 0                  | 0          |                               |
| TD 26W                           | 10月21日-10月23日 | -                | TD   | 不明         | 1004hPa  | -                                                                              | 0                  | 0          |                               |
| 台風26号 1526 (In-fa, Marilyn)   | 11月17日-11月27日 | 非常に強い       | TY   | 50m/s(95kt)  | 935hPa   | マーシャル諸島、マリアナ諸島                                                   | -                  | -          |                               |
| 台風27号 1527 (Melor, Nona)      | 12月11日-12月17日 | 非常に強い       | TY   | 50m/s(95kt)  | 935hPa   | カロリン諸島、フィリピン                                                       | 136                | 42         |                               |
| TD 29W (Onyok)                   | 12月14日-12月19日 | -                | TD   | 15m/s(30kt)  | 1002hPa  | カロリン諸島、フィリピン                                                       | -                  | -          |                               |
| TD                               | 12月20日-12月23日 | -                | TD   | 不明         | 1008hPa  | ボルネオ島、インドネシア                                                       | -                  | -          |                               |
| 計39個                           | 1月2日-12月23日   | -                | -    | 60m/s(115kt) | 900hPa   | -                                                                              | 10,200             | 263        |                               |

- 「期間」は熱帯低気圧として存命した期間を表す。台風が熱帯低気圧に変わった場合、熱低化から消滅までの期間も含む。
- 「階級」は気象庁が示す国際分類で、TD=トロピカル・デプレッション、TS=トロピカル・ストーム、STS=シビア・トロピカル・ストーム、TY=タイフーンである。STY=スーパータイフーンは、合同台風警報センター（JTWC）の分類で、タイフーンのうち最大風速が130kt（約65m/s、1分間平均）以上のもの。
- 出典について、気象庁の台風資料は事後解析が完了するまで示さない。

## その他

### TS 04C（ローク）
日付変更線のすぐ東で発生した熱帯低気圧04Cが、8月21日にトロピカル・ストームの勢力に発達し、CPHCによってローク(Loke)と命名された。ロークは日付変更線に沿うように北上し続け、進路をやや西寄りに変え始めた日本時間27日朝頃、180度の経線を越え、990ミリバール(ヘクトパスカル)の勢力で東経域に入ったとアメリカの気象機関「ウェザー・アンダーグラウンド」などによって明らかにされた。しかし、気象庁はロークを台風と認めず、越境の際、1000ヘクトパスカルの低気圧に変わったとした。当日9時(協定世界時27日0時)の「実況天気図(アジア)」では、台風16号から変わった温帯低気圧の東海上に「L」(低気圧)があり、横に「FORMER TROPICAL STORM LOKE」(前・トロピカルストーム・ローク)と記されている。その後、低気圧は台風16号に吸収された。
ただし、気象庁が台風に分類していないため、この熱帯低気圧の詳細情報は表示しない。また、この記事での「熱帯低気圧の総数」にも含めない。